# Wilga krasnobrzucha
Wilga krasnobrzucha (Oriolus cruentus) – gatunek ptaka z rodziny wilgowatych (Oriolidae), zamieszkujący Azję Południowo-Wschodnią.

## Systematyka
Wyróżniono kilka podgatunków O. cruentus:
- O. cruentus malayanus – Półwysep Malajski.
- O. cruentus consanguineus – wilga krasnoskrzydła[4] – Sumatra.
- O. cruentus cruentus – wilga krasnobrzucha[4] – Jawa.
- O. cruentus vulneratus – północne Borneo.

## Występowanie
Środowiskiem naturalnym wilgi krasnobrzuchej są wilgotne lasy górskie oraz wilgotne lasy równikowe położone powyżej 900 m n.p.m. Występuje na Półwyspie Malajskim, Sumatrze, Jawie i w północnej części wyspy Borneo.

## Cechy gatunku
Upierzenie ciemne, klatka piersiowa koloru atramentowego, brzuch i plamka na skrzydle kasztanowe. Ponadto szary dziób i ciemnoszare nogi.
Niewiele wiadomo na temat lęgów wilgi krasnobrzuchej. Podobnie jest z pożywieniem (obserwacje wykazują, że żywią się głównie owadami, gąsienicami i owocami).

## Status
Międzynarodowa Unia Ochrony Przyrody (IUCN) od 2016 roku stosuje ujęcie systematyczne, w którym za Oriolus cruentus uznaje jedynie podgatunek nominatywny z Jawy. Od 2020 roku jest on zaliczany do kategorii DD (Data Deficient – brak danych), choć wcześniej uznawano go za gatunek najmniejszej troski (LC, Least Concern). Liczebność populacji nie została oszacowana, ale jej trend uznaje się za spadkowy. Współczesne stwierdzenia gatunku pochodzą jedynie z dwóch gór w zachodnio-centralnej części wyspy. Istnieją niepotwierdzone stwierdzenia z oddalonych od siebie stanowisk w innych częściach Jawy, ale prowadzone poszukiwania nie przyniosły na razie pozytywnych rezultatów.
Pozostałe trzy podgatunki IUCN wydziela do osobnego gatunku Oriolus consanguineus (wilga krasnoskrzydła), który zalicza do kategorii najmniejszej troski (LC, Least Concern). Jego liczebność nie została oszacowana, choć ptak ten opisywany jest jako pospolity na Półwyspie Malajskim. Trend liczebności populacji nie jest znany.